# 珠泉街道
珠泉街道，是中华人民共和国江西省宜春市袁州区下辖的一个乡镇级行政单位。

## 行政区划
珠泉街道下辖以下地区：
泉塘社区、珠泉社区、塔下社区、半边山社区、明珠社区、长青社区、怡兰社区、窑前社区和一机社区。